# Abd Allah III al-Salim Al Sabah
ʿAbd Allāh al-Sālim Āl Ṣabāḥ (in arabo عبد الله السالم اﻝ صباح‎?; Madinat al-Kuwait, 1895 – Madinat al-Kuwait, 24 novembre 1965) è stato sceicco del Kuwait dal 29 gennaio 1950 al 19 giugno 1961 e poi emiro del Kuwait dal 19 giugno 1961 al 24 novembre 1965.

## Biografia
Figlio primogenito di Salim I Al-Mubarak Al-Sabah, ʿAbd Allāh III al-Sālim Āl Ṣabāḥ fu consigliere del cugino regnante durante gli anni della gioventù.
Alla sua ascesa al trono, a differenza dei suoi predecessori e dopo l'esperienza negativa del padre col governo britannico per la ridefinizione dei confini del Kuwait, ʿAbd Allāh III al-Sālim Āl Ṣabāḥ si dimostrò maggiormente filo-arabo. Era conosciuto come un uomo modesto, di notevole intelligenza, anche se il suo regno coincise con un periodo turbolento nel centro-est così come nel resto del terzo mondo.
Nel 1953 prese parte all'incoronazione della regina Elisabetta II nell'Abbazia di Westminster e il 19 giugno 1961 siglò col Regno Unito un trattato in cui Londra riconosceva la piena indipendenza del Kuwait dal protettorato britannico. Ad appena sei giorni di distanza da quella firma, dovette però fronteggiare un'invasione armata del presidente iracheno, il Generale ʿAbd al-Karīm Qāsim, che avanzava pretese sul territorio in base all'antica inclusione del futuro Kuwait, in periodo califfale e ottomano, nella wilāya di Baṣra.
Nel 1962 introdusse la Costituzione nel Kuwait, votata dal parlamento nel 1963. Inoltre si dichiarò "emiro".
Si sposò quattro volte, ebbe altre due concubine, ed ebbe sei figli, tre maschi e tre femmine.
Lo sceicco ʿAbd Allāh al-Sālim morì due anni dopo l'introduzione del parlamento per un attacco di cuore. Gli succedette il fratellastro, Sabah III Al-Salim Al-Sabah. È stato anche il padre dello sceicco Saʿd al-ʿAbd Allāh al-Sālim Āl Ṣabāḥ, che regnò per breve tempo nel gennaio 2006.